# Collarmele
Collarmele est une commune de la province de L'Aquila dans les Abruzzes en Italie.

## Administration
| Période                                  | Période  | Identité      | Étiquette | Qualité |
| ---------------------------------------- | -------- | ------------- | --------- | ------- |
| 14 juin 2004                             | En cours | Dario De Luca |           |         |
| Les données manquantes sont à compléter. |          |               |           |         |

### Communes limitrophes
Aielli, Celano, Cerchio, pescina, San Benedetto dei Marsi